# دفاع از جیکوب
دفاع از جیکوب (انگلیسی: Defending Jacob) رمانی نوشتهٔ ویلیام لندی، رمان‌نویس آمریکایی است که راندوم هاوس آن را در سال ۲۰۱۲ منتشر کرد. این رمان داستان پدری را روایت می‌کند که پسر چهارده ساله‌اش متهم به قتل است.

## خلاصه داستان
اندی باربر، دستیار دادستان منطقهٔ نیوتون در ایالت ماساچوست است. او در حال تحقیق در رابطه با قتل پسری چهارده ساله به نام بن ریفکین است که همکلاسی پسرش جیکوب بود و در پارکی نزدیک مدرسه با ضربات چاقو به قتل رسید.

## نگارش
ویلیام لندی دفاع از جیکوب را انحراف از سبک معمول نویسندگی خود می‌دانست و توضیح داد: «دو کتاب اول من به راحتی می‌توانند به‌عنوان «رمان‌های جنایی» دسته‌بندی شوند. من با آن برچسب مشکلی ندارم اما واقعیت این است که بسیاری از خوانندگان جریانِ اصلی به سادگی حتی آن‌ها را در نظر نمی‌گیرند. شما می‌توانید دفاع از جیکوب را یک رمان جنایی بنامید اما به همین راحتی می‌توانید آن را یک درام خانوادگی هم در نظر بگیرید.» لندی در مصاحبه با هاف‌پست گفت در حالی که سعی می‌کرد تا از پرونده‌های واقعی در کتاب‌هایش استفاده نکند، پرونده‌هایی نیز وجود داشت که الهام‌بخش جنبه‌های مختلفی از این رمان بود و به منطقهٔ بوستون ارتباط داشت. لندی ابتدا پایانی دیگر برای دفاع از جیکوب در نظر گرفته بود اما با این چالش مواجه شد که پایان رمان به اندازهٔ کافی بزرگ در نظر گرفته شود تا رضایت‌بخش باشد.

## بازخورد
دفاع از جیکوب به‌طور کلی نقدهای مثبتی از نقادان دریافت کرد که موضوع این کتاب و پرداختن آن به صحنه‌های دادگاه را تحسین کردند. پاتریک اندرسن از واشینگتن پست معتقد بود که داستان این رمان «فوق‌العاده جدی، پرتعلیق و جذاب» است و پایان آن را «بیش از حد واقعی، بسیار دردناک، بسیار آزاردهنده» دانست. هالی افرون در بوستون گلوب نیز به ویژگی «رویهٔ مجذوب‌کنندهٔ دادگاه» در این رمان و روایت‌های موازی آن پرداخت که «مثل دندانه‌های زیپ به هم متصل می‌شوند و به یک پایان سخت و بدون تزلزل می‌رسند.»

## اقتباس تلویزیونی
یک مینی‌سریال تلویزیونی بر اساس این رمان ساخته شده‌است. در این مینی‌سریال کریس ایوانز، میشل داکری و جیدن مارتل به‌عنوان بازیگران اصلی نقش‌آفرینی کردند. اپل تی‌وی پلاس انتشار قسمت‌های این مینی‌سریال را از ۲۴ آوریل ۲۰۲۰ آغاز کرد و آخرین قسمت آن نیز در ۲۹ مهٔ همان سال منتشر شد.

## واژه‌نامه
1. ↑  Andy Barber
2. ↑  Ben Rifkin
3. ↑  Jacob
4. ↑  William Landay
5. ↑  Patrick Andersen
6. ↑  Hallie Ephron